# Enrique Escudero Serrano
Enrique Escudero Serrano (Zaragoza, 1914- Küstrin, 1945) fue un militar español que combatió en la guerra civil española y en la Segunda Guerra Mundial.

## Biografía
Nació en Zaragoza en 1914. Se afilió al Partido Comunista de España (PCE) en 1936.
Tras el estallido de la guerra civil española se unió a las milicias populares y más adelante se integría en el Ejército Popular de la República. A comienzos de 1937 fue nombrado jefe del 129.º batallón de la 33.ª Brigada Mixta, en el frente de Madrid. Ostentaba el rango de mayor de milicias. Al frente de su unidad sería enviado a los frentes de Jarama y Guadalajara. En la primavera de 1938 Escudero asumiría el mando de la 33.ª Brigada Mixta, tomando parte en la campaña de Aragón. Unos meses después —en octubre— pasó a mandar la recién constituida 13.ª Brigada Mixta —antigua XIII Brigada Internacional—, al mando de la cual volvió a intervenir en los combates del Ebro.
Al final de la contienda se vio obligado a exiliarse, instalándonse en la Unión Soviética junto a otros comunistas españoles. Durante la Segunda Guerra Mundial se alistó como voluntario en el Ejército Rojo. Formaría parte de la llamada «Brigada de Designación Especial», una unidad guerrillera formada por españoles exliados. Durante el transcurso del conflicto alcanzó el rango de teniente. Escudero falleció en Küstrin (hoy Kostrzyn nad Odrą, Polonia) en 1945, muerto en acción en el frente del río Óder, cerca de Berlín. Su muerte dejó viuda a su mujer, Justa Moreno Laso.
- Arasa, Daniel (1993). Los españoles de Stalin. Belacqva.
- Encinas Moral, Ángel Luis (2008). Fuentes históricas para el estudio de la emigración española a la U.R.S.S. (1936-2007). Madrid: Exterior XXI.
- Engel, Carlos (1999). Historia de las Brigadas Mixtas del Ejército Popular de la República. Madrid: Almena. 84-922644-7-0.

- Datos: Q61858100